# Mermelada de arándano rojo

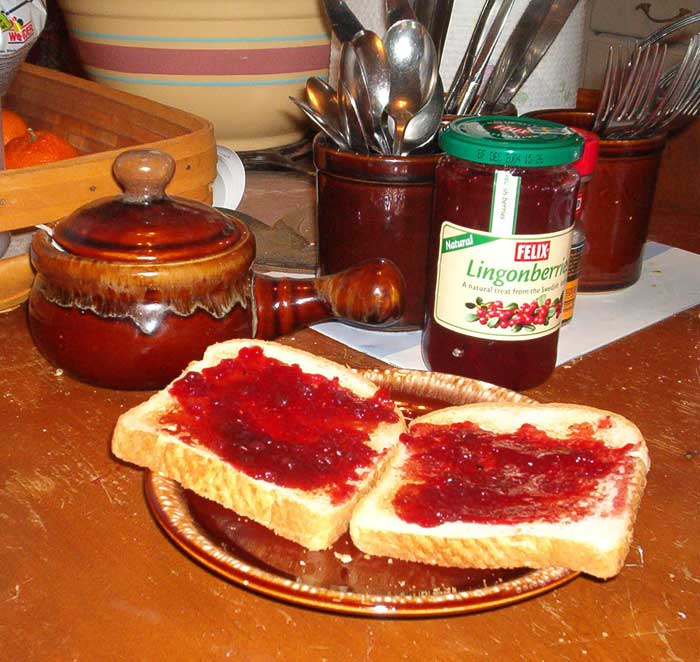
Mermelada de arándano rojo sobre tostada.

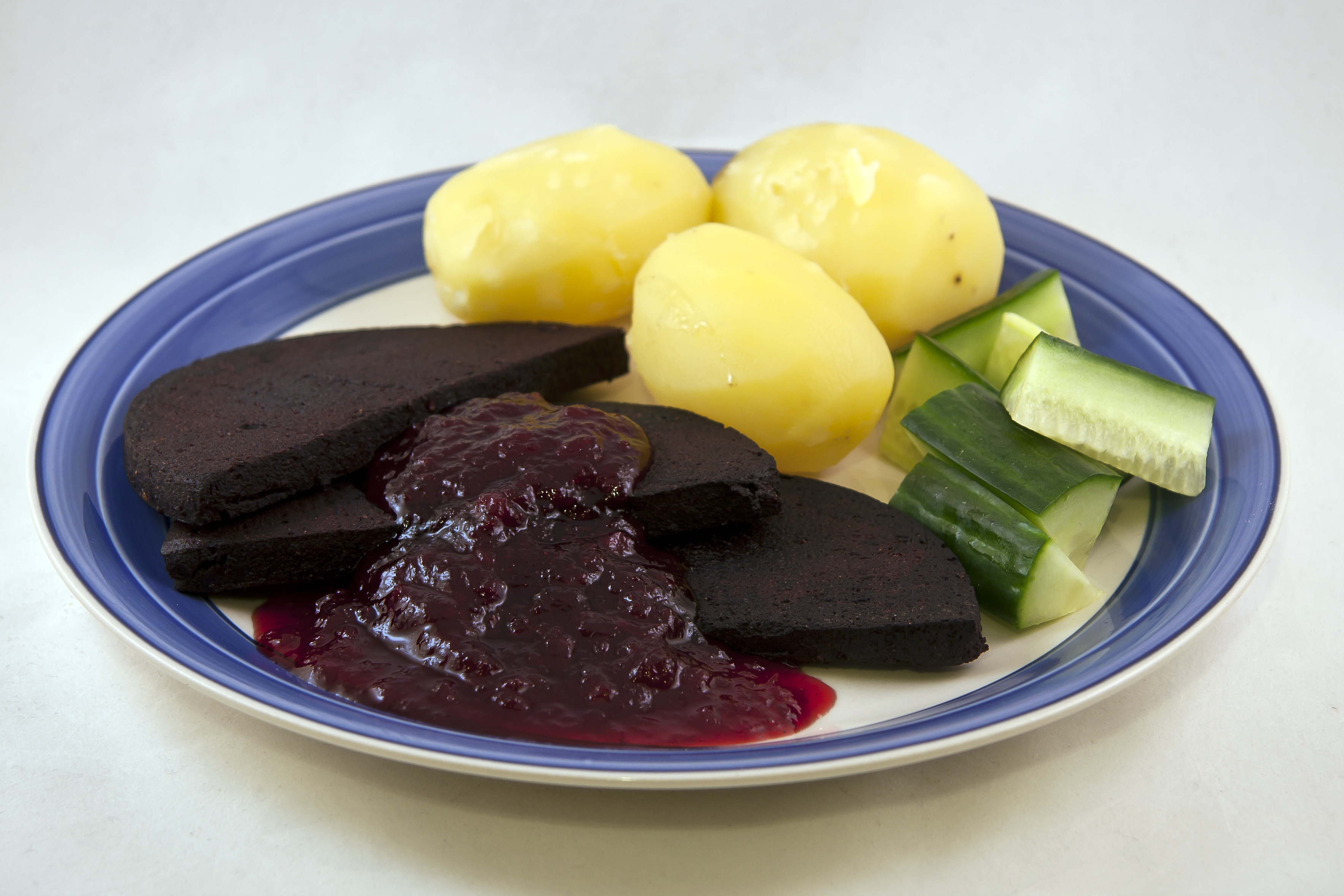
Mermelada de arándano rojo sobre morcilla sueca.

La mermelada de arándano rojo (en sueco lingonsylt, en noruego tyttebærsyltetøy, en estonio pohlamoos y en finlandés puolukkahillo) es un alimento básico de la gastronomía escandinava.
Debido a que los arándanos rojos son abundantes en las regiones boscosas del interior, y a que la mermelada es fácil de preparar, se conserva bien y es una fuente abundante de vitamina C, siempre ha sido muy popular en todo tipo de platos tradicionales como el kroppkakor, el pitepalt, la torta de patata, el kåldolmar y la morcilla. Actualmente se sirve tanto como mermelada, por ejemplo con panqueques gruesos hechos al horno, y como relish con platos de carne como las albóndigas suecas, el estofado de ternera, las recetas de casquería y en algunas regiones incluso con arenques fritos. También se ha usado a menudo sobre el puré de patata y las tradicionales gachas de avena, a veces con canela y quizá un poco de azúcar o sirope.
La mermelada de arándano rojo de calidad se prepara solo con arándanos, azúcar y, opcionalmente, una pequeña cantidad de agua. Las variedades más baratas se rebajan con manzana y pectina. El ácido benzoico natural de los arándanos hace innecesario el empleo de conservantes. La mejor mermelada se prepara fresca mezclando simplemente los arándanos con azúcar, sin cocer, llamándose rårörda lingon o rørte tyttebær (‘arándanos rojos crudos-removidos’).
La mermelada de arándano rojo ha sido popularizada fuera de Escandinavia por los conocidos establecimientos de IKEA, donde se vende dentro de las tiendas de productos de alimentación típicos suecos.